# حسن قداح
حسن قداح (انگلیسی: Hassan Kaddah؛ زادهٔ ۱ مهٔ ۲۰۰۰) بازیکن هندبال اهل مصر است.